# Carta rogatória
A carta rogatória é um instrumento jurídico de cooperação entre dois países. É similar à carta precatória, mas se diferencia deste por ter caráter internacional. A carta rogatória tem por objetivo a realização de atos e diligências processuais no exterior, como, por exemplo, audição de testemunhas, e não possui fins executórios.

## No Brasil
No Brasil, a competência para se conceder o exequatur (significando execute-se, cumpra-se) é do Superior Tribunal de Justiça, de acordo com o artigo 105 da Constituição Federal. O artigo 109, X, da Constituição Federal determina que compete ao juiz federal a execução de carta rogatória, após concessão de "exequatur" pelo STJ. Trata-se, portanto, de um instrumento de intercâmbio processual que viabiliza medidas judiciais entre diferentes países.
Nas palavras do então Ministro do STJ, Luiz Fux, em seu voto na Carta Rogatória Nº 438 - BE (2005/0015196-0), a Carta Rogatória "é um meio de cooperação judicial entre Nações, fundamentada no Direito Internacional, representando instrumento de intercâmbio internacional para o cumprimento extraterritorial de medidas processuais provenientes de outra Nação. Lastreia-se, outrossim, no princípio da reciprocidade, denominado pela doutrina de "Teoria da Cortesia Internacional"."
Este instrumento se encontra regulado pelo artigo 36 do Código de Processo Civil (Lei 13.105/2015) e, principalmente, pela Resolução n°. 09 do STJ, de 04 de maio de 2005.